# Leucocoryne
Leucocoryne Lind., 1830 è un genere di piante erbacee, perenni e bulbose appartenente alla sottofamiglia Allioideae delle Amarillidacee.

## Descrizione
Le foglie di tutte le specie sono lunghe e strette e hanno un odore simile a quello della cipolla. I fiori sono di colore blu, bianco o lilla e hanno forma di ombrella.

## Distribuzione e habitat
Il genere è endemico del Cile.

## Tassonomia
Il genere è stato descritto da John Lindley e pubblicato nel libro Edwards's Botanical Register del 1830.
Comprende le seguenti specie:
- Leucocoryne alliacea Lindl.
- Leucocoryne angosturae Ravenna
- Leucocoryne angustipetala Gay
- Leucocoryne appendiculata Phil.
- Leucocoryne arrayanensis Ravenna
- Leucocoryne candida Ravenna
- Leucocoryne codehuensis Ravenna
- Leucocoryne conconensis Ravenna
- Leucocoryne coquimbensis F.Phil. ex Phil.
- Leucocoryne coronata Ravenna
- Leucocoryne curacavina Ravenna
- Leucocoryne dimorphopetala (Gay) Ravenna
- Leucocoryne editiana Ravenna
- Leucocoryne foetida Phil.
- Leucocoryne fragrantissima Ravenna
- Leucocoryne fuscostriata Ravenna
- Leucocoryne gilliesioides (Phil.) Ravenna
- Leucocoryne inclinata Ravenna
- Leucocoryne incrassata Phil.
- Leucocoryne ixioides (Sims) Lindl.
- Leucocoryne leucogyna Ravenna
- Leucocoryne lilacea Ravenna
- Leucocoryne lituecensis Ravenna
- Leucocoryne lurida Ravenna
- Leucocoryne macropetala Phil.
- Leucocoryne maulensis Ravenna
- Leucocoryne modesta Ravenna
- Leucocoryne mollensis Ravenna
- Leucocoryne narcissoides Phil.
- Leucocoryne odorata Lindl.
- Leucocoryne pachystyla Ravenna
- Leucocoryne pauciflora Phil.
- Leucocoryne porphyrea Ravenna
- Leucocoryne praealta Ravenna
- Leucocoryne purpurea Gay
- Leucocoryne quilimarina Ravenna
- Leucocoryne reflexa Grau
- Leucocoryne roblesiana Ravenna
- Leucocoryne rungensis Ravenna
- Leucocoryne simulans Ravenna
- Leucocoryne subulata Ravenna
- Leucocoryne taguataguensis Ravenna
- Leucocoryne talinensis Mansur & Cisternas
- Leucocoryne tricornis Ravenna
- Leucocoryne ungulifera Ravenna
- Leucocoryne valparadisea Ravenna
- Leucocoryne violacescens Phil.
- Leucocoryne vittata Ravenna